# ホルム盾章
ホルム盾章(Cholmschild)は、ドイツ国防軍が定めていた袖用盾章の1つ。1942年のホルムの戦いに参加したドイツ将兵に対して授与された。

## 創設の背景
1941年12月のドイツ軍によるモスクワ攻撃失敗を受け、赤軍は1942年1月に大攻勢を発動する。その一環として、レニングラード方面への一大兵站拠点であったホルムも1942年1月18日から赤軍及び赤軍パルチザンによる攻撃に晒された。そして1月21日から5月5日までの間、ホルムは赤軍第3打撃軍の一部によって完全な包囲下に置かれることになった。
この時、ホルムにはテオドール・シェーラー少将を指揮官とするドイツ陸軍の第281保安師団が駐屯していた他、空軍や海軍の人員、軍属、警察官、レニングラード方面から撤退してきた雑多な敗残兵などが留まっており、彼らはシェーラーの指揮下でシェーラー戦闘団(Kampfgruppe Scherer)を組織し、航空機による物資及び人員の投下を受けつつ、包囲が破られる日まで戦い続けたのである。

## 制定と授与
制定に関する草案そのものについては包囲下にあった第65予備警察大隊(Reserve-Polizei-Bataillon)の兵士らによって考案されていた。シェーラーはアドルフ・ヒトラー総統との最初の会見にてこの案を提出したとされる。これを受けてヒトラーは「ふむ、だが私はまだそれについて何かを決定することはできない」と答えたが、シェーラーは間髪を入れずに鋭く「どうかご承認を、我が総統！」と応じたという。その後、この草案にはミュンヘンのリヒャルト・クライン教授によって多少の変更が加えられた。1942年7月1日付で最初の勲記が発行され、7月15日には陸軍及び空軍総司令部が、8月24日には海軍総司令部がこれを承認した。その後、1944年1月30日までシェーラー本人及び代理人がシェーラーの名において授与を行い、最終的な受章者はおよそ5500人に上った。
1943年に戦時報道隊員リヒャルト・ムックによる画報「Kampfgruppe Scherer – 105 Tage eingeschlossen」が出版されると、ホルム盾章受章者に同書が配布された。ムックは戦闘団の一員として包囲を戦い抜いた陸軍兵士の1人であり、またホルム盾章受章者の1人でもあった。

## デザイン・着用法
ホルム盾章の大きさは38mm × 65mmで、裏面には台布を留める為の3本のピンがある。デザインとしては鉤十字の入った鉄十字を握った国家鷲章が中央に配され、その下には大文字でCHOLMの文字と1942の文字が配されている。また、これを強調する為に盾章そのものはわずかに凸方向に湾曲している。
ホルム盾章は軍服の左上腕に着用する。党や国家機関の制服への着用も認められており、平服でも16mmのピンバッジ式略章であれば左襟に着用する事が認められていた。なお、複数の盾章を受賞していた場合、まず左袖の袖ぐりから約7cmの位置に1つ目の記章を取り付け、そこから0.5cm間隔で次の記章を取り付けていく事と定められていた。

## その他
1957年7月26日に制定された「称号・勲章・記章に関する法律」(Gesetz über Titel, Orden und Ehrenzeichen)によれば、ナチス・ドイツの鉤十字さえ削り取ればドイツにおいても着用が認められるとされる。